# Hans Casparius
Hans Casparius, né le 15 juillet 1900 à Berlin et mort le 16 mai 1986 à Londres, est un photographe allemand, ainsi qu'un producteur de film, documentariste, photographe de plateau et acteur du cinéma muet.

## Biographie
Issu d'une famille aisée, il a toujours songé à devenir acteur. Depuis ses premiers contacts avec le cinéma muet allemand il a été mis en scène par Georg Wilhelm Pabst, Johannes Guter et Ernő Metzner, et c'est dans un film de ce dernier, Achtung! Liebe! Lebensgefahr! (de), qu'il a son rôle le plus important. Parallèlement, il se consacre de plus en plus la photographie de plateau, notamment pour Georg Wilhelm Pabst.
En 1930, il commence une autre carrière, celle de documentariste et, à la faveur d'un voyage dans le nord du Maroc, il réalise 4 documentaires, suivis, à la fin de la République de Weimar, de Ginster auf Hiddensee, un autre documentaire. Avec la prise de pouvoir du parti nazi, il part en Autriche, où il participe à deux longs-métrages, Großfürstin Alexandra (de) et Les Voix du printemps (en), avant de retourner en Afrique du nord avec l'écrivain Arnold Höllriegel, notamment en Libye où il réalise Nomaden der Wüste.
Avant même son exil, l’autodidacte s’est fait un nom de photographe et de portraitiste. « Pas de grandes poses devant la caméra, mais la proximité immédiate entre photographe et portraitiste : c’est la fascination qui émane des portraits du célèbre photographe de la République de Weimar, Hans Casparius. ». C'est ainsi qu'il photographie Louise Brooks, Elisabeth Bergner, Sybille Schmitz, Reinhold Schünzel, Rudolf Forster, Theo Lingen, Lotte Lenya, Carola Neher et Valeska Gert. Mais Casparius prend aussi des photos de gens ordinaires dans des situations quotidiennes, comme en 1930 à Londres.

## Filmographie

### Acteur et photographe de plateau
- 1927 : Le Grand Saut : photographe de plateau
- 1928 : Polizeibericht Überfall : acteur et photographe de plateau.
- 1929 : Loulou : acteur
- 1929 : Le Journal d'une fille perdue : acteur
- 1929 : L'Enfer blanc du Piz Palü : photographe de plateau
- 1930 : Scandale autour d'Éva : photographe de plateau
- 1931 : Ariane : photographe de plateau
- 1931 : L'Opéra de quat'sous : photographe de
- 1931 : Le Traître : photographe de plateau

### Réalisateur
- 1930 : Kunst und Künstler in Marokko
- 1930 : Land und Leute in Marokko
- 1930 : Markttag in Marrakesch
- 1930 : Ein Tag in Marokko

## liens externes
- Notices d'autorité :   - VIAF
  - ISNI
  - BnF (données)
  - IdRef
  - LCCN
  - GND
  - Pays-Bas
  - Pologne
  - Israël
  - Australie
  - WorldCat
- Notice dans un dictionnaire ou une encyclopédie généraliste :   - Deutsche Biographie
- Ressources relatives aux beaux-arts :   - Artists of the World Online
  - RKDartists
  - Tate
  - Union List of Artist Names
- Ressources relatives à l'audiovisuel :   - Filmportal
  - IMDb